# Viscount Fanshawe

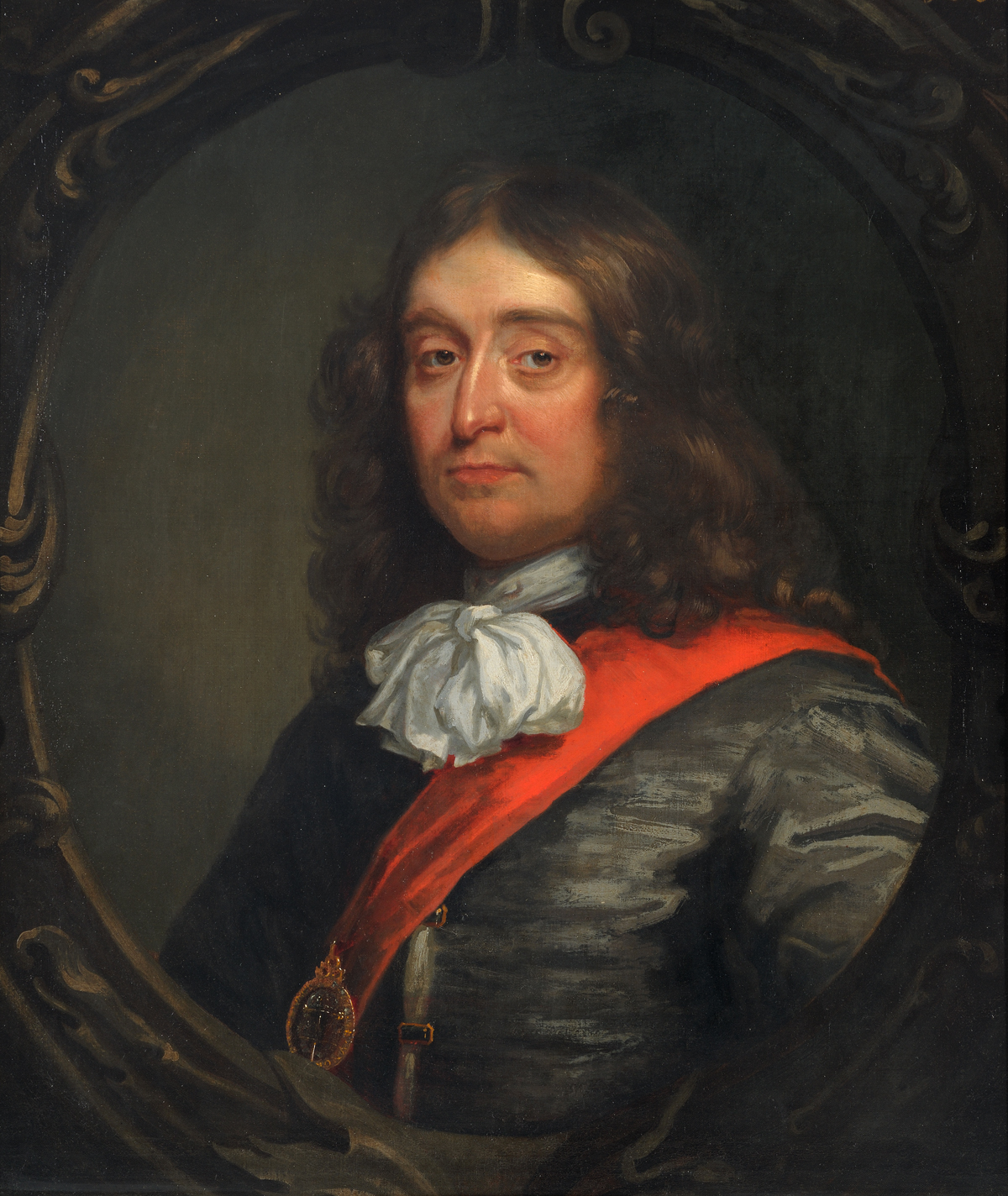
Thomas Fanshawe, 1. Viscount Fanshawe

Viscount Fanshawe, Dromore in the County of Down, war ein erblicher britischer Adelstitel in der Peerage of Ireland.
Der Titel wurde am 5. September 1661 für den englischen Royalisten, Politiker und Höfling Sir Thomas Fanshawe geschaffen. Der Titel erlosch beim kinderlosen Tod seines jüngsten Sohnes, des 5. Viscounts, am 23. Oktober 1716.

## Liste der Viscounts Fanshawe (1661)
- Thomas Fanshawe, 1. Viscount Fanshawe (um 1596–1665)
- Thomas Fanshawe, 2. Viscount Fanshawe (1632–1674)
- Evelyn Fanshawe, 3. Viscount Fanshawe (1669–1687)
- Charles Fanshawe, 4. Viscount Fanshawe (1643–1710)
- Simon Fanshawe, 5. Viscount Fanshawe (1648–1716)